# The Stooges
Ne doit pas être confondu avec Les Trois Stooges.
The Stooges [ðə stuːd͡ʒəz] (aussi connu sous le nom de « Iggy and the Stooges ») est un groupe américain de garage rock, originaire d'Ann Arbor, dans le Michigan. Le groupe existe d'abord entre 1967 et 1974, puis se reforme entre 2003 et 2016. En dépit de ventes modestes, les membres du groupe sont aujourd'hui considérés comme les précurseurs du garage rock et du punk rock, et leur influence sur le rock alternatif, le heavy metal et le rock au sens large est unanimement reconnue.
The Stooges fait son entrée au Rock and Roll Hall of Fame en 2010. Il est un des premiers groupes protopunk,, et désormais considéré comme fondamental dans le développement du garage rock, du punk rock, du rock alternatif, du heavy metal et du rock en général,.

## Biographie

### Formation (1967–1968)
Adolescent, Iggy Pop (de son vrai nom James Newell Osterberg) joue dans divers groupes d'Ann Arbor, parmi lesquels The Iguanas, puis The Prime Movers. Ce sont ces derniers qui surnomment Osterberg « Iggy » en référence à son précédent groupe.
Osterberg décide de former The Stooges après sa rencontre avec le batteur de blues Sam Lay, lors d'une visite à Chicago. Il retourne à Détroit avec l'idée selon laquelle se contenter de copier les joueurs de blues n'était pas suffisant — il fallait créer une nouvelle forme de blues. Les frères Ron (guitare) et Scott Asheton (batterie) et leur ami Dave Alexander (basse) forment le reste du groupe, avec Osterberg au chant. Osterberg rencontre Ron Asheton après l'avoir vu jouer dans un groupe de reprises, The Chosen Few. Les trois musiciens surnomment Osterberg « Pop » en référence à une vague connaissance qui lui ressemblait. Quelque temps après avoir vu un concert de MC5 à Ann Arbor, Osterberg commence à utiliser le nom Iggy Pop, qu'il utilise depuis.
Le groupe fait ses débuts lors d'un concert donné à l'occasion d'Halloween 1967, dans leur maison de State Street. Il faut attendre janvier 1968 pour les voir à nouveau sur scène. Lors de ces premiers mois d'existence, les Stooges sont présentés sur les affiches comme les Psychedelic Stooges, notamment lors des concerts au Grande Ballroom de Détroit, et dans d'autres salles, où ils jouent avec les MC5 et d'autres groupes.

### The StoogesetFun House(1968–1971)
Les Stooges sont très vite réputés pour leur attitude sauvage et primitive en concert. Pop, plus particulièrement, devient célèbre par son comportement outrageant sur scène — étalage de beurre de cacahuète et de viande à hamburger sur son torse nu, mutilation avec des tessons de bouteilles et exhibition de ses parties génitales. Pop est aussi considéré comme l'inventeur du stage diving.
En 1968, les Stooges signent un contrat avec Elektra Records, qui avait dépêché un émissaire nommé Danny Fields pour voir MC5. Il fait signer les deux groupes, qui jouent ensemble ce soir-là. L'année suivante, le groupe sort son album éponyme, The Stooges, qui ne se vend pas très bien et dont les critiques ne sont pas particulièrement élogieuses, du moins à l'époque. La légende prétend que la moitié de l'album a été écrite la nuit précédant la première séance d'enregistrement, produite par John Cale, violoniste du Velvet Underground.
Un second album, Fun House, suit en 1970, auquel participe le saxophoniste Steve Mackay. D'aucuns considèrent que Fun House est l'album le plus représentatif des Stooges, l'objectif principal du disque étant de capter et reproduire en studio l'énergie du groupe. Le 13 juin de cette même année, les images du groupe qui interprète T.V. Eye et 1970 lors du Cincinnati Pop Festival sont diffusées à la télévision. L'Amérique découvre Iggy Pop marchant sur la foule, porté par les spectateurs, et s'étalant du beurre de cacahuète sur le torse. L'image est depuis devenue un cliché rock.
Fun House, comme le premier album, est froidement accueilli par la critique et le public. Dave Alexander est chassé du groupe le 8 août 1970 après être monté sur scène au Goose Lake International Music Festival trop saoul pour jouer. Zeke Zettner, un roadie du groupe, le remplace quelques mois, avant d'être lui-même remplacé par Jimmy Recca. À cette époque, le groupe embauche un deuxième guitariste en la personne de Billy Cheatham, lui aussi roadie. Le but est d'épaissir le son du groupe. En novembre 1970, James Williamson remplace Cheatham à la guitare.
À cette période, tous les membres du groupe, à l'exception de Ron Asheton, sont devenus de gros consommateurs d'héroïne, initiés par leur manager de l'époque John Adams,. Leurs concerts deviennent toujours plus imprévisibles, et Pop a beaucoup de difficultés à tenir debout sur scène, du fait de ses abus de drogue répétés. Elektra licencie le groupe en juillet 1971 et il cesse d'exister de fait pendant plusieurs mois. La formation finale se compose d'Iggy Pop, des frères Asheton, de Recca et Williamson. La séparation est formellement annoncée le 9 juillet 1971.

### Raw Poweret séparation (1972–1974)
Pop rencontre David Bowie en septembre 1971, les deux deviennent bons amis. Bowie, alors au sommet de sa gloire en tant que Ziggy Stardust, emmène Pop et Williamson au Royaume-Uni et leur obtient un contrat avec Columbia Records. Le duo auditionne plusieurs musiciens britanniques afin de monter un groupe, mais déçus par le manque d'agressivité des sections rythmiques, ils demandent aux Asheton de les rejoindre. Les Stooges se reforment alors. Ron Asheton, jusque-là guitariste, devient bassiste. Cette nouvelle formation, désignée comme étant Iggy and the Stooges, enregistre un troisième album influent et précurseur, Raw Power (1973), dont le mixage par Bowie prête longtemps à polémique (de fait, en 1997, Raw Power est remixé par Iggy Pop et réédité puis à nouveau réédité à partir du travail de Bowie). Raw Power devient l'une des pierres angulaires du punk rock, bien que ses ventes aient été plus que modestes et qu'il ait été considéré comme un échec commercial.
Le groupe repart en tournée à partir de février 1973, désormais soutenu par un clavier sur scène (très brièvement Bob Sheff puis Scott Thurston). À cette époque, le groupe enregistre plusieurs démos destinées à devenir un quatrième album, mais le groupe est éjecté de Columbia Records peu de temps après la sortie de Raw Power, au printemps 1973. James Williamson est renvoyé du groupe pendant quelques semaines, sous la pression du management, puis remplacé par le guitariste Warren Klein (renommé pour l'occasion Tornado Turner). Turner ne joue qu'un concert avec les Stooges, puis Williamson est réintégré.
Le groupe se sépare en février 1974, au lendemain d'un concert donné au Michigan Palace de Détroit. Ce dernier show est enregistré et publié sous le titre Metallic K.O., et devient un disque culte. La dépendance d'Iggy Pop à la drogue est la raison principale de cette dissolution.

### Post-séparation (1975–2003)

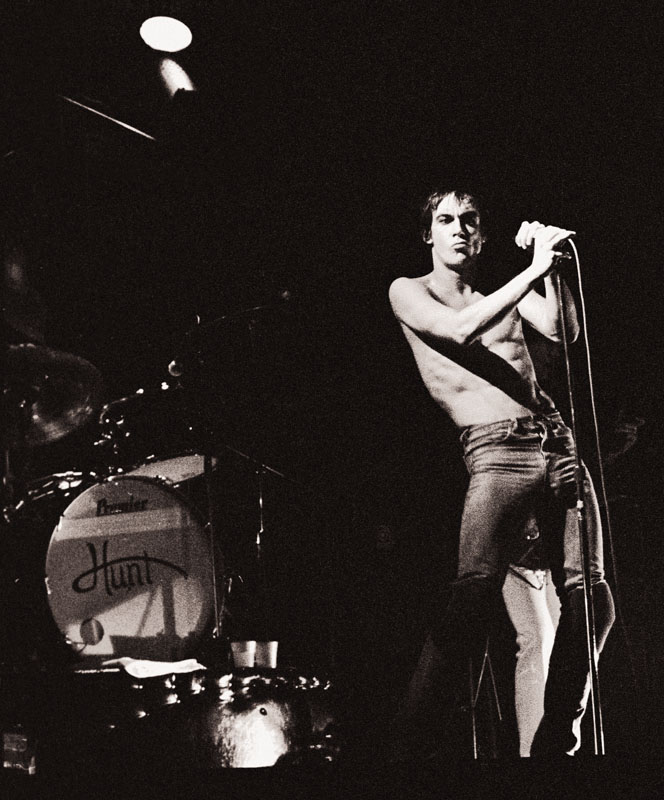
Iggy Pop le 25 octobre 1977 ; au State Theatre, à Minneapolis, dans le Minnesota.

Pop passe quelques mois en cure de désintoxication, puis se lance en 1976 dans une carrière solo d'abord fructueuse, débutant avec les albums The Idiot et Lust for Life. Établi à Los Angeles, Californie, Ron Asheton forme le groupe The New Order (à ne pas confondre avec le groupe britannique New Order), avec les ex-Stooges Recca et Thurston. Ron Asheton rejoint plus tard Destroy All Monsters, un des pionniers américains du punk rock. Williamson travaille quelque temps avec Iggy Pop – les albums Kill City et New Values sont le fruit de cette collaboration – mais quitte l'industrie musicale en 1980 pour devenir ingénieur informaticien dans la Silicon Valley. Scott Asheton joue avec Sonic's Rendezvous Band. Dave Alexander meurt d'un œdème pulmonaire en juillet 1975, à l'âge de 27 ans.
En 1997, Raw Power est remixé par Iggy Pop et réédité avec un son bien plus agressif que sur l'original. En 1999, le label de réédition Rhino Handmade sort le coffret 1970 : The Complete Fun House Sessions, composé de l'intégralité des séances d'enregistrement de Fun House.
En 2000, J. Mascis (de Dinosaur Jr) et Mike Watt (de Minutemen et fIREHOSE) font équipe avec les frères Asheton pour reprendre des titres des Stooges sur scène. Présenté comme The Stooge Project, le groupe se produit de temps à autre jusqu'à attirer l'attention d'Iggy Pop début 2003.

### Retour et mort de Ron Asheton (2003–2009)

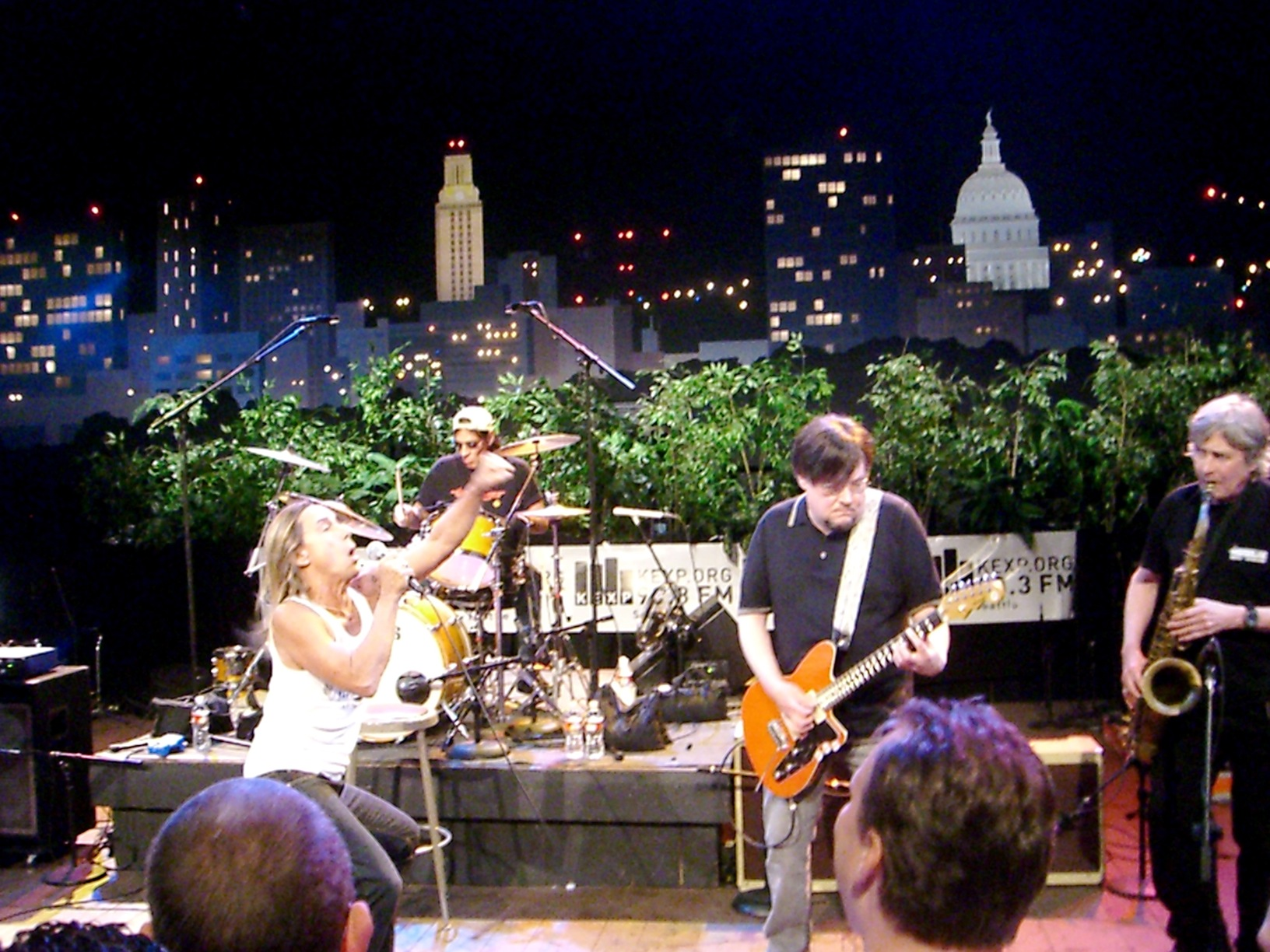
The Stooges en 2007.

Pop et les Asheton reforment le groupe en avril 2003 à l'occasion du festival Coachella, en Californie, avec Watt à la basse à la demande de Ron Asheton, et sont rejoints par le saxophoniste Steve Mackay.
Le 16 août 2005, Elektra Records et Rhino Records rééditent les deux premiers albums des Stooges, avec versions originales et prises alternatives en sus. En 2007, le groupe sort un quatrième album, The Weirdness, produit par Steve Albini, mais le disque reçoit des critiques mitigées.
Le groupe tourne alors énormément entre 2003 et 2008, jouant sans cesse sur les cinq continents. Si le répertoire concernait au début les deux premiers albums du groupe, en 2008, Search and Destroy, I Got a Right et Raw Power sont ajoutés au répertoire. Le dernier concert du groupe avec Ron Asheton a lieu le 29 septembre 2008 à Ljubljana, capitale de la Slovénie.
Le 6 janvier 2009, Ron Asheton est retrouvé mort à son domicile, vraisemblablement d'une crise cardiaque survenue quelques jours plus tôt,,, il avait 60 ans. Le 1er octobre 2009, The Stooges: The Authorized and Illustrated Story de Robert Matheu et Jeffrey Morgan (biographe autorisé d'Alice Cooper) est publié par Abrams Books.

### Retour de Williamson et séparation (2009-2016)
Dans une interview donnée en mai 2009, Pop annonce que le groupe continuera à se produire avec James Williamson de retour à la guitare. Pop déclare que « The Stooges sont morts avec Ron Asheton, mais il reste encore Iggy and the Stooges[réf. nécessaire]. » Leur premier concert a lieu le 7 novembre 2009, à São Paulo, au Brésil.
Le groupe entre au Rock and Roll Hall of Fame en 2010. Il avait été nommé auparavant sept fois, pour autant d'échecs. Pour l'occasion, l'ancien clavier Scott Thurston se joint au groupe. Le groupe continue de tourner en 2010, reprenant Raw Power dans son intégralité. Une réédition de Raw Power sort le 10 avril 2010, incluant le mix original de David Bowie et un concert de 1973 en bonus. En juin 2011, Scott Asheton est victime d'une attaque cardiaque à la suite d'un concert donné au festival Hellfest, de Clisson,. Il est alors remplacé par Larry Mullins sur les tournées des Stooges.
Le 25 février 2013, le groupe annonce sur Internet la sortie d'un cinquième album, intitulé Ready to Die. Cet album sort le 30 avril 2013 sur le label Fat Possum, et est accompagné d'une tournée qui s'achève le 28 septembre 2013 au C2SV Festival de San Jose. Le 15 mars 2014, Scott Asheton meurt à l'âge de 64 ans,. Le 11 octobre 2015, Steve MacKay meurt des suites d'une maladie infectieuse.
En juin 2016, près de trois ans après la dernière actualité du groupe, James Williamson confirme en interview que celui-ci n'existe plus,.

## Nom
La formation connait plusieurs noms. Le premier d'entre eux, The Psychedelic Stooges, est utilisé des débuts en 1967 à la parution du premier album en 1969, où le nom est alors changé en The Stooges. Ce nom deviendra le plus utilisé pour désigner le groupe. C'est vers septembre 1970 que le nom du groupe devient sur les affiches de concert Iggy and The Stooges. Ce nom est gardé lorsque le groupe se reforme en juin 1972. De même, lorsque le groupe revient en 2003, c'est encore Iggy and The Stooges qui figure sur les affiches. Malgré cela, l'album The Weirdness sort sous le simple nom de The Stooges. Dans tous les cas, ce nom est une référence au trio comique américain The Three Stooges. En français, le mot stooge se traduit par comparse.

## Style musical
Les Stooges sont situés à une charnière entre le punk (dont ils sont l'un des groupes instigateurs) et le garage rock, mais constituent aussi une lignée spécifique dont ils sont l'archétype. On dit en effet que le son de tel ou tel groupe est « stoogien » pour exprimer l'appartenance à cette lignée. Celle-ci est définie par un son de guitare métallique mi-lourd, mi-agressif, en distorsion quasi permanente, exprimant des mélodies simples et envoûtantes à trois accords. La voix très expressive délivre un mélange d'enthousiasme et de résolution, et d'agressivité spécifique du début des années 1970. Le rythme peut être très rapide, comme dans 1969, ou au contraire très rampant comme dans Little Doll, mais conserve dans tous les cas une structure très linéaire au cours du morceau.
On peut trouver les germes du son « stoogien » aussi bien dans le blues que dans le jazz, notamment le free jazz. Dans le monde du rock, les influences les plus immédiates sont peut-être les premiers albums des Doors ou le White Light/White Heat du Velvet Underground. Eux-mêmes ont eu une énorme influence sur la musique rock. On considère généralement que le punk est le fils naturel de la musique primaire et violente des Stooges et de la provocation outrancière du glam rock des New York Dolls. Parmi les plus connus, Ramones et Sex Pistols se revendiquent très clairement de la formation de Détroit, et des dizaines de groupes ont repris à leur compte leurs standards, de Sonic Youth à Rage Against the Machine en passant par les Red Hot Chili Peppers et les Guns N' Roses, et même Depeche Mode.
Parmi les groupes les plus « stoogiens » de la fin du XXe siècle, on peut citer les Nomads (Suède), les Reptiles at dawn (Nouvelle-Zélande), les Radio Birdman (Australie), les Hellacopters (Suède) et Monster Magnet (É.-U.), New Race qui comprenait Ron Asheton lui-même, Dennis Thompson de MC5 et trois membres de Radio Birdman.

## Membres

### Derniers membres
- Iggy Pop — chant (1967–1971, 1972–1974, 2003-2014)
- James Williamson— guitare (1970-1971, 1972–1974, 2009-2014)
- Mike Watt — basse (2003-2014)

### Anciens membres
- Ron Asheton (décédé) — guitare (1967–1971, 2003–2009), basse (1972–1974)
- Scott Asheton (décédé) — batterie (1967–1971, 1972–1974, 2003–2014)
- Steve Mackay (décédé) — saxophone (1970, 2003-2015)
- Dave Alexander (décédé) — basse (1967–1970)
- Bill Cheatham (décédé) — guitare (1970)
- Zeke Zettner (décédé) — basse (1970)
- Jimmy Recca — basse (1971)
- Tornado Turner - guitare (1973)
- Bob Sheff — claviers (1973)
- Scott Thurston — claviers (1973–1974)

## Discographie

### Albums studio
| Année | Titre         | Meilleure position | Meilleure position | Meilleure position | Meilleure position | Meilleure position | Meilleure position | Meilleure position |
| Année | Titre         | [ 29 ]             | [ 30 ]             | [ 31 ]             | [ 31 ]             | [ 32 ]             | [ 32 ]             | [ 33 ]             |
| ----- | ------------- | ------------------ | ------------------ | ------------------ | ------------------ | ------------------ | ------------------ | ------------------ |
| 1969  | The Stooges   | 106                | -                  | -                  | -                  | -                  | -                  | -                  |
| 1970  | Fun House     | -                  | -                  | 167                | -                  | -                  | -                  | -                  |
| 1973  | Raw Power     | 182                | 44                 | 138                | 20                 | -                  | -                  | -                  |
| 2007  | The Weirdness | 130                | 81                 | 53                 | -                  | 35                 | 37                 | 78                 |
| 2013  | Ready to Die  | -                  | -                  | -                  | -                  | -                  | -                  | -                  |

### Singles
- 1969 : I Wanna Be Your Dog / 1969 (Elektra)
- 1969 : 1969 / Real Cool Time (Elektra)
- 1969 : I Wanna Be Your Dog / Ann (Vedette)
- 1970 : Down On the Street / I Feel Alright (Elektra)
- 1973 : Search and Destroy / Penetration (CBS)
- 1973 : Shake Appeal / Search and Destroy (CBS)
- 1973 : Raw Power / Search and Destroy (CBS)

### Albums live
- 1973 : Till the End of the Night (Revenge Records) : enregistré en 1973 au Latin Casino à Baltimore
- 1976 : Metallic K.O (Skydog Records): enregistré fin 1973 et début 1974 à Détroit
- 1988 : Live at the Whiskey A Gogo (Revenge Records) : enregistré en 1973 à Los Angeles
- 1994 : Live 1971 (Revenge Records) : enregistré en 1970 à St. Louis
- 1997 : California Bleeding (Bomp Records) : enregistré fin 1973 et début 1974 lors de divers concerts en Californie
- 2005 : Telluric Chaos (Skydog Records) : enregistré en mars 2004 au Japon
- 2020 : Live At Goose Lake August 8th, 1970 (Third Man Records)

### Inédits
- 1987 : Rubber Legs
- 1988 : Death Trip
- 1988 : Open Up and Bleed
- 1999 : Raw Mixes (1, 2 et 3 - mixages alternatifs)
- 1991 : My Girl Hates My Heroine
- 1991 : Till the End of the Night
- 1999 : 1970 : The Complete Fun House Sessions (intégralité des sessions d'enregistrements de Fun House)
- 2005 : Heavy Liquid (coffret 6 CD de raretés)
- 2009 : More Power (sessions pirates de Raw Power)
- 2014 : Penetration Rehersal Recordings